# Sweep picking
Le sweep picking, encore appelé « economy picking », est une technique de jeu de guitare, le plus souvent utilisée sur guitare électrique. Elle a été inventée dans les années 1980 par le guitariste de jazz fusion Australien Frank Gambale.

## Description
Frank Gambale a eu une révélation en voyant jouer un jour Barney Kessel à la télévision. Ce dernier glissait de corde en corde pour jouer de petit arpèges. À partir de cet embryon, il a ensuite développé cette technique à l'extrême en cherchant à jouer à la guitare des phrasés de piano et de saxophone, exigeant un niveau de vélocité impossible à atteindre avec l'aller retour conventionnel et le legato. Il a apporté sa technique à Los Angeles au début des années 80 en devenant élève et professeur au GIT (Guitar Institute of Technology), créant une véritable révolution.
Cependant, cette technique avait déjà été utilisée à partir de 1973 par le guitariste Jan Akkerman, du groupe de rock progressif Focus. On retrouve bon nombre de courts phrasés en sweep picking dans ses improvisations en concert, aussi bien jazz que rock.
Il s'agit de jouer en arpège une série de notes avec un médiator sur une partie, voire sur la totalité des cordes. Les notes différentes se succèdent ainsi les unes à la suite des autres sans résonances d'aucune d'entre elles, pour éviter de jouer un accord de notes simultanées.
Les notes ne sont donc pas jouées successivement par un aller-retour du médiator sur une seule, deux ou plusieurs cordes, mais le médiator attaque ainsi plusieurs notes dans un seul mouvement d'aller ou de retour de la main sur les cordes. Cette technique permet de créer une impression de grande rapidité dans le jeu des notes, et est particulièrement prisée par des guitaristes adeptes de la virtuosité dans le solo de guitare, qu'il s'agisse du hard rock ou du jazz.
On en retrouve l'utilisation de cette technique chez des guitaristes tels que Yngwie Malmsteen, Michael Romeo, Devin Townsend,  Richie Kotzen, Frank Gambale.